# Muscicapa
Muscicapa er en slægt af fugle i familien fluesnappere, der omfatter 25 arter udbredt i Afrika og Eurasien.
I Danmark yngler grå fluesnapper som eneste repræsentant for slægten.

## Arter
Et udvalg af arter fra slægten Muscicapa:
- Grå fluesnapper, Muscicapa striata, fra Europa
- Brun fluesnapper, M. latirostris, fra Asien (synonym: M. dauurica)
- Askefluesnapper, M. caerulescens, fra Afrika